# Pasacalle ecuatoriano
El pasacalle es un género musical que fue adoptado por Ecuador. Tiene sus orígenes en la música docta durante la Real Audiencia de Quito, en especial en la música sacra. Sin embargo su popularidad se difundió en el siglo XX a partir de la influencia del cine mexicano en la época de oro en un proceso similar al de la música guasca en Colombia. Tradicionalmente, los pasacalles celebran las fiestas fundacionales de las ciudades de Ecuador

## Historia

### Primeros registros
El pasacalle empezó durante la Real Audiencia de Quito aunque se desconoce su fecha exacta y su registro lo vincula con las composiciones llamadas "Guamanes" que se realizaron en la Catedral Vieja de Cuenca, donde se alternaba un pasacalle entre las composiciones religiosas, relacionadas al Tono del niño, fiesta muy popular de Cuenca que forma parte del Pase del niño. Este género musical tiene su origen en el pasodoble español, aunque también existen interpretaciones interpretado en Francia e Italia. 
Un siglo más tarde las bandas militares difundieron el pasacalle con discos de pizarra y partituras. Por esta razón existe el registro de una composición del año 1876, llamada "La guarandeña" compuesta por el cuencano Manuel Vásquez. Esto lo emparentaría con los pasacalles como se los concibe en otros países como Chile, donde es básicamente "pasar la calle" y se limitan a desfiles con temáticas nacionales.

### Popularización en elsigloXX
La música mexicana tuvo mucha influencia en Ecuador gracias al cine mexicano de la época de oro. Esto ocurriría entre las décadas de 1920 y 1950, con géneros como la ranchera, el corrido, el huapango, la norteña, la música de banda, y entre ellos el pasacalle. El compositor Carlos Amable Ortiz incluye al corrido mexicano como influyente en este ritmo debido a la influencia venida por el cine y discografía.  Esta versión del género musical más bailable fue la que adoptó Ecuador generando abundantes composiciones y popularizando en todas las distintas regiones culturales de este país. En concreto esto fue recibido con especial fuerza en la costa de Ecuador donde reemplazó los antiguos bailes de salón que incluían a géneros como el galope guayaco, la polka orense, el moño montuvio y el alza.
Sobre el momento de su popularización existe la referencia del compositor Luis H. Salgado quien en 1952 consideraba al pasacalle como un género en “apogeo de moda”, y lo clasificó como un pasodoble criollo.

## Estructura y ejemplos

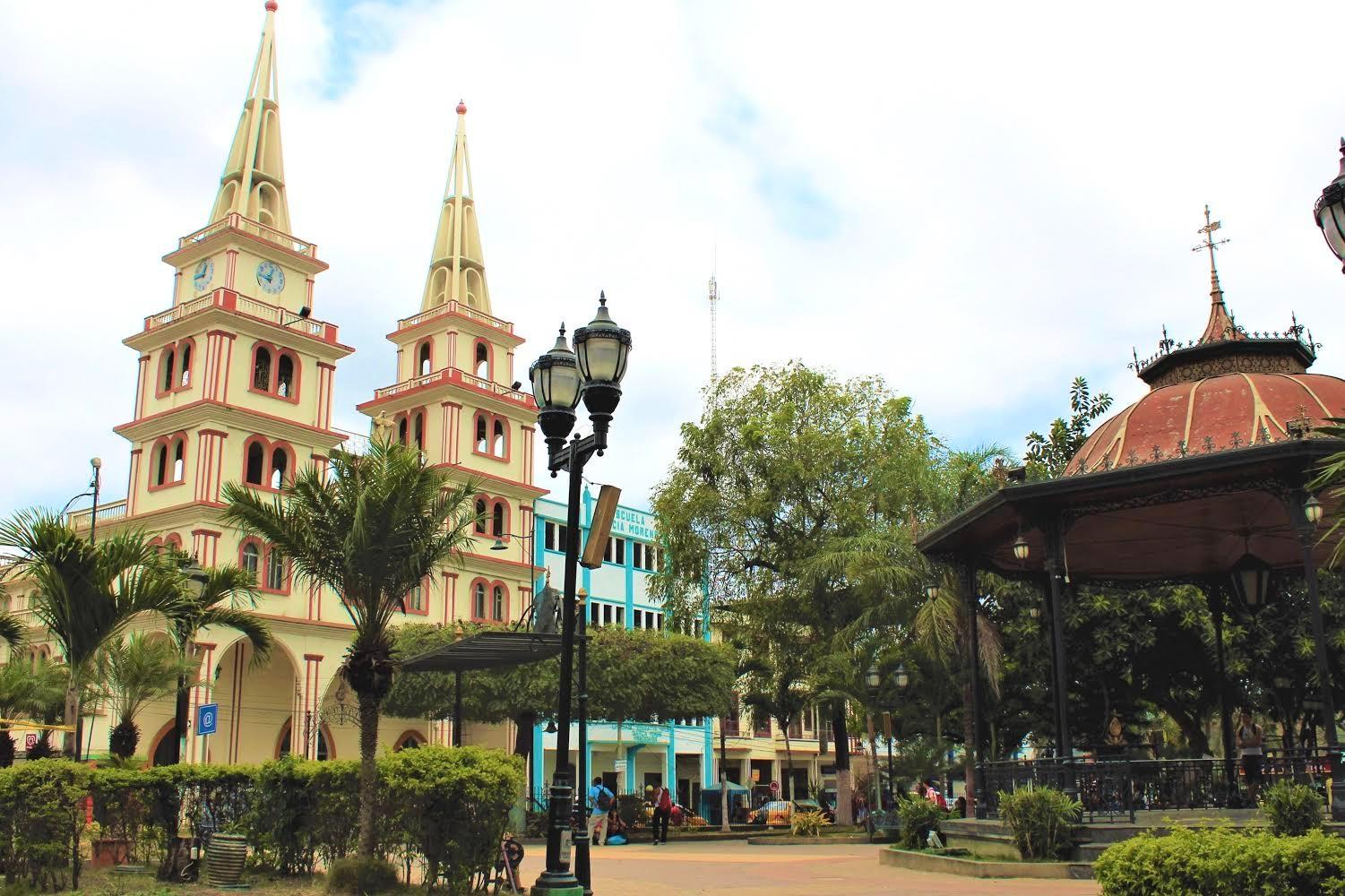
Plaza central de Jipijapa en Manabí, donde se interpreta tradicionalmente el pasacalle "Jipijapa Tierra Querida". En esta región son populares los Pasacalles Corridos.

El pasacalle está compuesto en un compás binario simple, 2/4. y esta estructurado con la forma ABA’ o ABC, dependiendo de si se repite la tercera parte como una ligera modificación del tema inicial A, o si es algo completamente nuevo. Además existe generalmente una introducción presente entre cada parte a manera de estribillo:
1. Introducción: Im - IIIM- V7 - VIM
2. Parte A (baja): Im - IIIM- V7 o VIM- IIIM -V7 - Im
3. Parte B (alta): VI
4. Parte C o A’: conclusión.

La popularidad de los pasacalles fue muy alta en el siglo pasado y se compusieron para cada ciudad y pueblo en Ecuador, lo que hace que sean extremadamente populares en las fiestas fundacionales donde son interpretadas por bandas de pueblo generalmente en las plazas centrales. Son bailados tanto por montuvios como por mestizos. Entre los pasacalles más representativos figuran:
- Riobambeñita
- Ambato, tierra de flores
- Ambateñita primorosa
- El chulla quiteño
- Romántico Quito mio
- Chola cuencana
- Soy del Carchi
- Reina y Señora (Tierra preciosa la de Imbabura)
- Alegre playita mía
- Flor Zamorana
- Jipijapa tierra querida
- Las leyes del amor
- Toros de mi pueblo
- Pasacalles del amor
- Guayaquil (pasacalle)
- Guayaquileño madera de guerrero
- Perla Ecuatoriana
- El mendigo